# Oldřišov
Oldřišov är en ort i Tjeckien. Den ligger i den östra delen av landet, 250 km öster om huvudstaden Prag. Oldřišov ligger 283 meter över havet och antalet invånare är 1 358.
Terrängen runt Oldřišov är platt. Runt Oldřišov är det tätbefolkat, med 308 invånare per kvadratkilometer. Närmaste större samhälle är Opava, 7,2 km sydväst om Oldřišov. Trakten runt Oldřišov består till största delen av jordbruksmark.